# Drăgăneşti-Olt
Drăgănești-Olt (rumænsk udtale [drəɡəˌneʃtʲ ˈolt]) er en by i distriktet  Olt i Muntenien, Rumænien. Det første dokument, der nævner den, er fra 1526. Drăgănești-Olt blev en by i 1968. Byen, der har 9.721 (2021) indbyggere, administrerer en landsby, Comani.

## Geografi
Byen ligger på den Valakiske slette. Den ligger på venstre bred af floden Olt i en højde på ca.100 moh. Den ligger i den centrale del af distriktet, i en afstand af 35 km fra distriktets hovedsæde, Slatina, og 65 km nord for Turnu Măgurele. 
Byen gennemkrydses af amtskommunevej DJ546, som møder nationalvejen DN6 et par kilometer mod syd. Togstationen Drăgănești-Olt betjener CFR Linje 900, som kører fra Bukarest, 138 km mod øst, til Timișoara og grænsen til Serbien mod vest.